# Physaria montana
Physaria montana là một loài thực vật có hoa trong họ Cải. Loài này được (A. Gray) Greene miêu tả khoa học đầu tiên năm 1891.